# François-Joseph Fournier

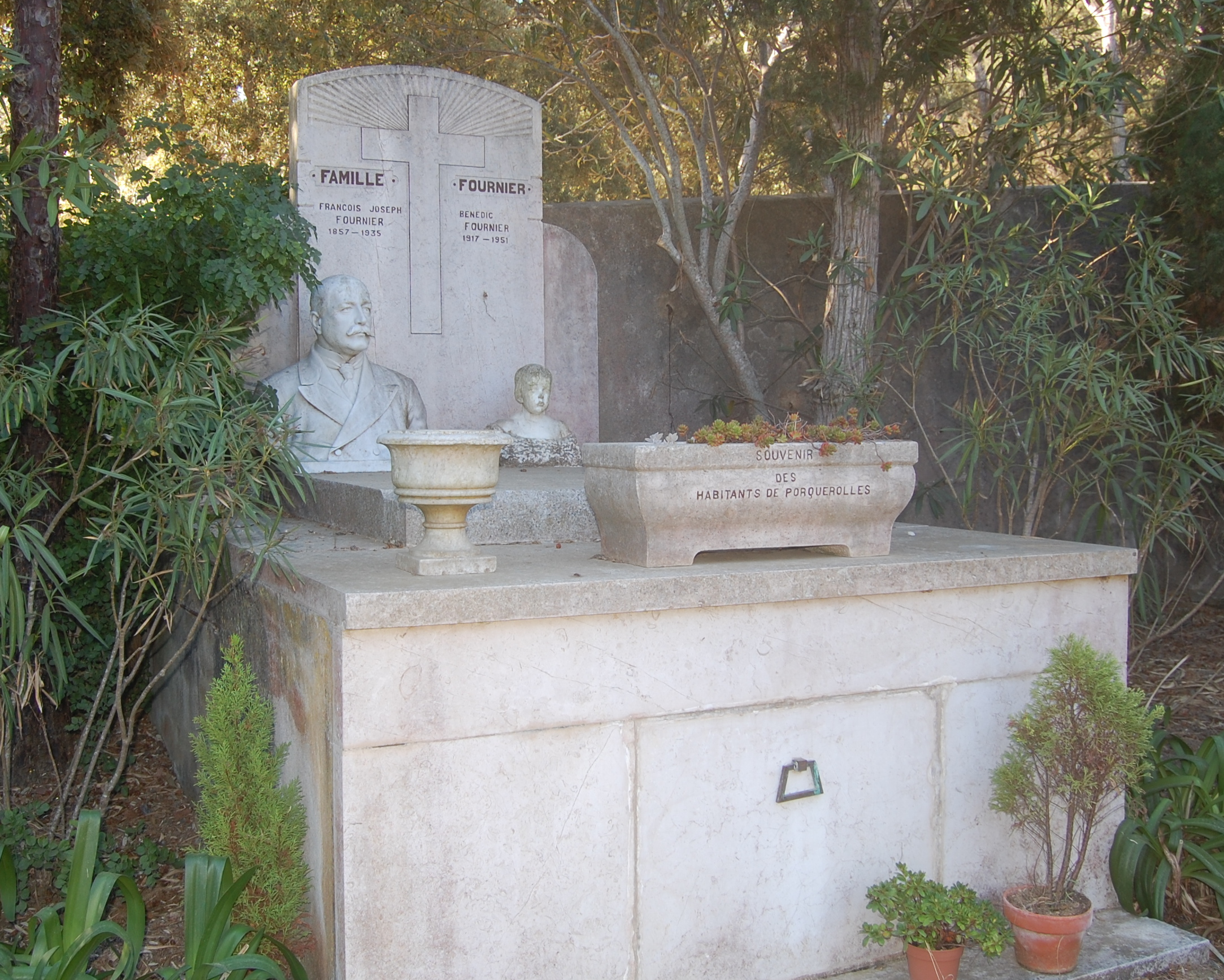
Zijn graf op Porquerolles

François-Joseph Fournier (Clabecq, 6 december 1857 - Porquerolles, 11 januari 1935) was een Belgisch-Frans avonturier en ondernemer.
Hij werd geboren aan boord van de rivierboot van zijn ouders. Zijn vader stierf toen François-Joseph zestien was en hij vertrok daarna naar Parijs met de wens om ingenieur te worden. Hij werkte er overdag in werkplaatsen en deed 's avonds aan zelfstudie. Als vrije student volgde hij lessen aan een nijverheidsschool, het Conservatoire national des arts et métiers, waar hij ook afstudeerde. Daar leerde hij Louis Bourdon kennen. Door diens tussenkomst werd hij aangenomen bij de Canadian Pacific Railway. Daarna werkte hij nog aan het Panamakanaal en als goudzoeker. In 1901 vond hij in Mexico een goudader, die hij uitbouwde tot een technologisch goed uitgeruste mijn voor goud en zilver, waar hij vijfduizend mensen te werk stelde. Met de opbrengsten kocht hij landbouwplantages in Chiapas (ananas, citrusvruchten, suikerriet) en bouwde hij een netwerk van spoorwegen en scheepsverbindingen uit om zijn producten te verschepen naar de Verenigde Staten.
Na de Mexicaanse Revolutie moest hij het land ontvluchten en keerde hij terug naar Parijs. In Frankrijk kocht hij verschillende eigendommen en in 1912 het Zuid-Franse eiland Porquerolles, dat hij als huwelijkscadeau gaf aan zijn derde vrouw, Sylvia Johnston-Lavis. Het eiland was geteisterd door branden en hij liet het herbebossen, waarbij er wegen en wijngaarden aangelegd werden. Voor zijn arbeiders en hun gezinnen liet hij een school bouwen en richtte hij een coöperatie op. Hij stierf in 1935 op het eiland en werd er ook begraven. Het eiland bleef tot 1971 eigendom van zijn erfgenamen, waarna het verkocht werd aan de Franse staat.